# Eke Angéla
Eke Angéla (Vác, 1986. december 5. –) magyar színművész, bábszínművész.

## Életpályája
A Színház- és Filmművészeti Egyetemre negyedszerre vették fel, ahol 2013-ban végzett a színművész szakon, báb szakirányon. Osztályfőnökei Csizmadia Tibor és Meczner János voltak. Rajtuk kívül mesterei: Molnár Piroska, Gothár Péter, Zsótér Sándor, Alföldi Róbert, Horváth Csaba, Ladányi Andrea.  
Miután lediplomázott szabadúszó színészként prózai, alternatív, kőszínházi, bábszínházi előadásokban, valamint a független szférában alkotóként, rendezőként hazai és nemzetközi projektekben van jelen. 
2013 óta az alábbi színházakban, produkciókban dolgozott és dolgozik rendszeresen: Nemzeti Színház, Pinceszínház, Szkéné Színház, Karinthy Színház, Kolibri Színház, Vígszínház, Trafó, Óbudai 3K, Madách Színház, Bethlen Téri Színház, Manna Produkció, Kortárs Drámafesztivál. 
2013-ban Márkus Sándorral megalapítják  a Nylon Group nevű kortárs bábszínházi formációt, ami fennállása óta öt önálló színházi produkciót és számos külföldi megmutatkozást jegyez. A formáció hazánkban egyedi úttörő, a modern bábszínház újragondolásában. 
Nemzetközi szereplések: Belgium, Svédország, Lengyelország, Németország, Kanada, Kazahsztán. 
A formáció díjai:
- The Best Original Show, Kazakhstan 2017,
- The Special Award Puppet Carnival Astana, 2017

### Magánélete
Öt évig élt együtt Puskás Peti színész, énekessel. 2020-tól párja Budavári Balázs.

## Filmes és televíziós szerepei
- Zsaruvér és csigavér 3: A szerencse fia (2008)
- Tűzvonalban (2007–2008) ...Demsa Denise
- Rózsaszín sajt (2009) ...Anikó
- Ischler  (2014)
- Hacktion: Újratöltve (2013) ...Dominika
- Fapad (2014) ...Utas
- Csak színház és más semmi (2019)
- Tóth János (2017) ...Orsi
- Apatigris (2020) ...Polli
- Frici & Aranka (2022) ...Kondor Lívia
- Valami Amerika (2023) ...Yvette

## Díjai, elismerései
- Luc Vincent Young Talent Award (Belgium, 2013)
- Junior Prima díj (2016)